# مرسى العويجة
مرسى العويجة أو مرسى النوفلية، هو مرسى بحري قديم، وميناء صغير، يقع على ساحل خليج السدرة شرق مدينة سرت الليبية بحوالي 127 كم، يحد بلدة النوفلية من الشمال، ويبعد عن مركز البلدة حوالي 15 كم. يعود تاريخ إنشاء المرسى إلى العهد العثماني، على بقايا مستوطنات رومانية وفينيقية. استخدمه الإيطاليون ومن بعدهم قوات المحور أثناء الاحتلال الإيطالي لليبيا، والحرب العالمية الثانية، كان لاحتلاله أهمية كبيرة بالنسبة للإيطاليين، لرسو السفن الحربية وإنزال العتاد العسكري، بغية احتلال منطقة النوفلية إحدى أكبر مراكز المقاومة الوطنية في ليبيا آنذاك.